# ميغيل ألبرتو أمايا
ميغيل ألبرتو أمايا (بالإسبانية: Miguel Alberto Amaya)‏ (23 نوفمبر 1964 في الأرجنتين - ) هو لاعب كرة قدم أرجنتيني في مركز الهجوم.

## وصلات خارجية
- ميغيل ألبرتو أمايا على موقع قاعدة بيانات كرة القدم.إي يو (الإنجليزية)